# Drosanthemum anemophilum
Drosanthemum anemophilum är en isörtsväxtart som beskrevs av Van Jaarsv. och S.A.Hammer. Drosanthemum anemophilum ingår i släktet Drosanthemum och familjen isörtsväxter. Inga underarter finns listade i Catalogue of Life.